# Кримський загін
Кримський загін (Кро) — військовий підрозділ у Добровольчій армії під час громадянської війни в Росії.

## Передісторія
1917 рік
24 грудня для роботи з формування частин Добровольчої армії в Криму створено Кримський центр. При цьому реальну, але нечисленну військову силу представляли «ескадронці», які підкорялися військовому директорові Директорії Кримської народної республіки Джаферу Сейдамету. Коли в січні 1918 року КНР впала під ударами сил Севастопольської ради в Криму почався червоний терор. Офіцери білої орієнтації були масово страчені, решта пішла у підпілля.
З квітня по листопад 1918 німецьке окупаційне командування в Криму (генерал Р. фон Кош) не дозволяло здійснювати на контрольованій території вербування до Добровольчої армії.

## Історія
1918 рік
У зв'язку з революцією в Німеччині та очікуваним виідведенням німецьких військ Кримський крайовий уряд восени звернувся до А. Денікіна із проханням про захист Криму від більшовиків. З осені Добровольча армія діяла у Криму легально, з умовою невтручання у цивільне управління.
З 10 жовтня Кримський центр Добровольчої армії включав райони: Севастополь-Балаклава, Сімферополь-Євпаторія, Феодосія-Керч, Ялта та околиці, Алушта та околиці. Начальник центру генерал-майор Барон М. де Боде. Начальник штабу центру полковник К. Дорофєєв (до 29 листопада 1918 р.).
29 листопада. Представник Головнокомандувача Добрармії — Начальник центру генерал-майор барон М. де Боде. Начальник штабу центру генерал-лейтенант М. Пархомов.
На початку грудня Добровольча діюча армія розташовувалась у чотирьох головних групах. Одна з них була кримська. На цьому напрямі вів бойові дії Кримський загін під командуванням генерал-майора барона М. де Боде, що спочатку налічував 1500—2000 осіб і 3-10 гармат, який прикривав Перекопський перешийок і весь півострів Крим, бази та стоянки Чорноморського флоту; він мав служити кадром для формування на півострові Кримського корпусу. Проти корпусу противник мав наступні сили: на ростовському та кримському напрямах діяли повстанські загони під командуванням Н. Махна силою в 5000-6000 осіб і в пониззі річки Дніпро 2000-3000 осіб під командуванням Н. Григор'єва . На території всієї Північної Таврії бешкетували різні загони, які часто займалися грабунком і розбоями.
19 грудня Кримський центр Добровольчої армії скасовано.
27 грудня у Криму сформовано Кримсько-Азовський корпус. Командир корпусу генерал-майор барон М. де Боде. Начальник штабу центру генерал-лейтенант М. Пархомов.

## Командування
- Командир загону генерал-майор барон М. де Боде (можливо 10.10[2] до 27.12.1918)[1]
- Начальник штабу загону генерал-лейтенант Д. Пархомов (…-27.12.1918)[1]